# Подосиновик белый
Подосиновик белый (лат. Leccinum percandidum) — съедобный гриб рода лекцинум (обабок) (лат. Leccinum) из семейства болетовых (лат. Boletaceae). Иногда считается разновидностью подосиновика разнокожего . 
Научные синонимы:
- Boletus percandidus J. Blum, 1970 basionym
- Krombholzia rufescens var. percandida (Vassilkov) Pilát, 1951
- Leccinum aurantiacum var. percandidum (Vassilkov) Hlavácek, 1958
- Boletus versipellis var. percandidus (Vassilkov) Vassilkov, 1948 и др.

Русские синонимы:
- Осиновик белый

## Описание

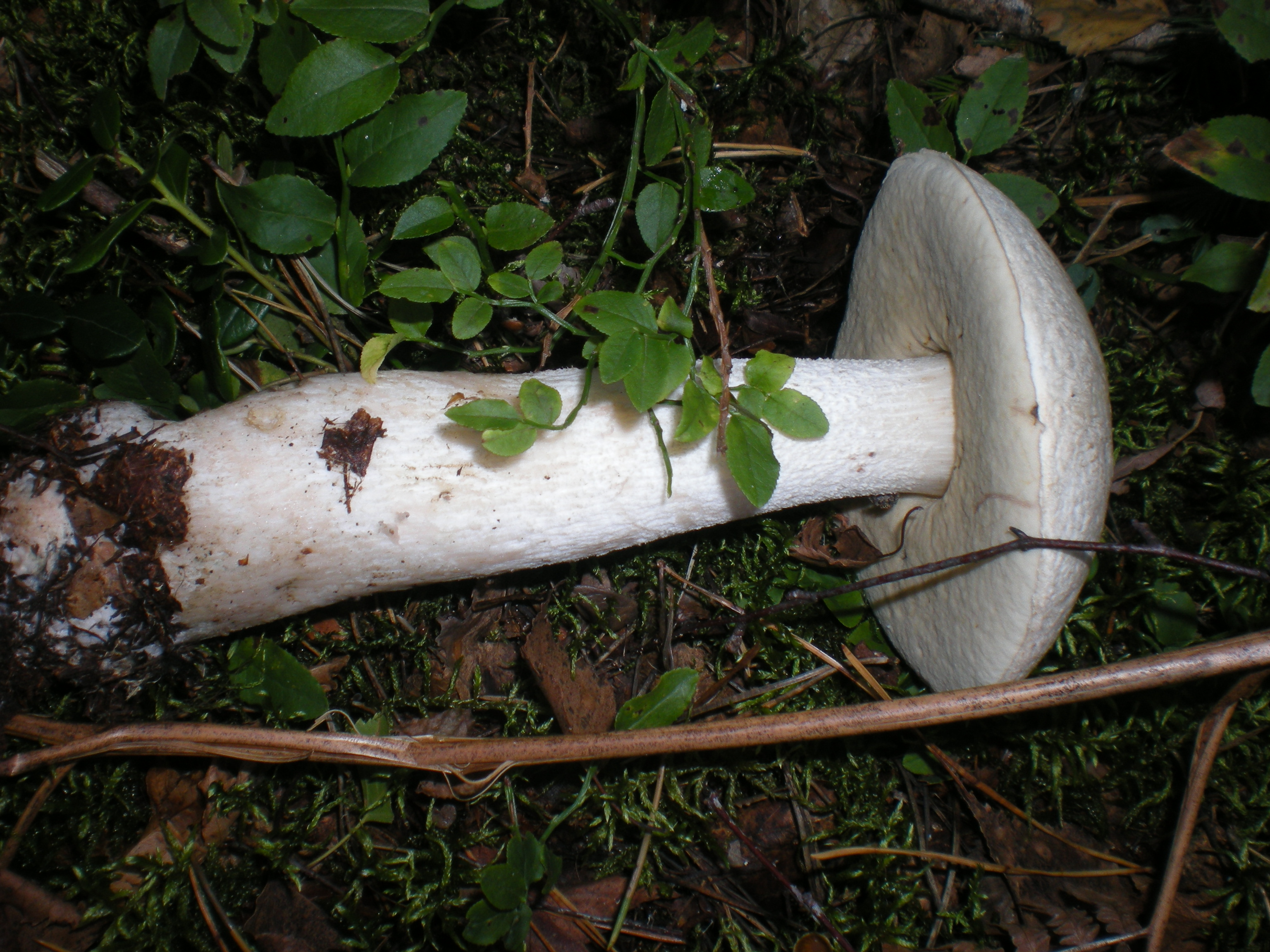

Шляпка диаметром 4—15 см, иногда до 25 см, полушаровидная, позже подушковидная. Кожица белая или беловатая, с розовым, коричневатым или сине-зеленоватым оттенком, позднее становится желтоватой. Поверхность сухая, войлочная или голая.
Ножка высокая, внизу булавовидно-утолщённая, белая, с беловатыми, позднее сереющими или коричневатыми волокнистыми чешуйками. 
Трубчатый слой с мелкопористой поверхностью, беловатый или желтоватый, у старых грибов серый или серо-коричневый. 
Мякоть крепкая, белая, у основания ножки часто сине-зелёная. На разрезе быстро синеет, затем чернеет, в ножке лиловеет.
Споровый порошок охристо-коричневый.

## Экологияи распространение
Встречается в сосновых лесах с примесью ели и других деревьев, во влажных местах, в засушливую погоду вырастает в тенистых осинниках. По другим данным — в берёзовых, осиновых или хвойных с примесью берёзы лесах. Достаточно редок, но иногда появляется очень обильно. В России известен в Мурманской, Ленинградской, Архангельской, Московской и Пензенской областях, в Чувашской Республике, в Республике Марий Эл, в Республике Коми, в Восточной Сибири на юго-западном побережье оз. Байкал, в Западной Сибири на территории ХМАО, ЯНАО, юга Тюменской обл. Известен также в Эстонии, Латвии и Белоруссии, в Западной Европе и Северной Америке.
Сезон июнь — сентябрь.

## Употребление
Съедобный гриб, используется как и другие подосиновики в свежем (варёном и жареном), сушёном и маринованном видах.